# East Side Story

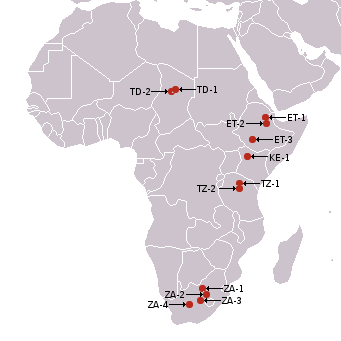
Principales localités à hominidés anciens du continent Africain (dont celle de Lucy découverte sur le site ET-1, à Hadar, dans l'Afar éthiopien). Les découvertes de fossiles principalement dans la vallée du Grand Rift est-africain ont donné naissance au modèle de l'East Side Story mais ces découvertes s'expliquent en partie par un biais taphonomique : dans de nombreuses régions d'Afrique, la faible sédimentation, le couvert forestier actuel qui donne des sols acides, l'érosion et d'autres facteurs en ont empêché la conservation.

Ne doit pas être confondu avec West Side Story.
Pour les articles homonymes, voir East Side Story (homonymie).
L'hypothèse de l'East Side Story est un modèle de spéciation allopatrique par vicariance construit à partir de la consilience (fossiles, biogéographie, paléogénétique et géologie), expliquant l’apparition de la lignée humaine en Afrique de l'Est par un changement climatique majeur lié à la formation du grand rift.
Proposée initialement par l’éthologue néerlandais A. Kortlandt, cette hypothèse de la savane originelle a été popularisée en 1983 sous le nom d’East Side Story  par le paléoanthropologue français Yves Coppens,.
La formation du rift, il y a une dizaine de millions d'années, aurait conduit à une différenciation climatique et environnementale majeure entre la région située à l'ouest, humide et boisée, et la région située à l'est, beaucoup plus sèche et occupée par la savane. À partir d'une souche commune, deux populations de primates auraient été isolées et deux lignées évolutives auraient divergé :
- à l'Ouest, région restée humide et couverte de forêt tropicale, se serait développée la branche des Primates regroupant les grands singes ancêtres des gorilles, des chimpanzés et des bonobos. Les caractéristiques environnementales auraient contribué à leur conserver un mode de déplacement essentiellement quadrupède et arboricole.
- à l'Est (territoires actuels de la Tanzanie, du Kenya, de l’Éthiopie), à l'abri des précipitations bloquées par la barrière du rift, un climat beaucoup plus sec se serait mis en place accompagné de la formation d'une végétation beaucoup moins dense, faite de savanes faiblement arborées. En réponse à ce nouvel environnement, une ou plusieurs branches distinctes de la famille Hominidé se seraient développées. Les australopithèques et les paranthropes en feraient partie, ainsi que l'ancêtre de l'Homme moderne. Climat et végétation auraient favorisé, chez ces ancêtres ou ces cousins de l'Homme moderne, les déplacements au sol et la bipédie, permettant l'amélioration de la perception visuelle des prédateurs ou du gibier. La bipédie favorisant la libération des membres antérieurs, ceux-ci seraient devenus disponibles pour utiliser progressivement des outils.

## Remise en cause du modèle
Ce modèle a été remis en cause par la mise en évidence d’une locomotion encore largement arboricole chez certains Australopithèques, puis par les découvertes par l’équipe de Michel Brunet d'Australopithecus bahrelghazali (Abel) et de Sahelanthropus tchadensis (Toumaï) au Tchad, soit 2 500 km à l'ouest du rift,.
Si Yves Coppens a reconnu que son hypothèse ne correspondait plus aux données actuelles, certains « esprits chagrins, ignorants de l'essence de la démarche scientifique affirment alors que « Coppens s'est trompé ». Mais, en science, aucun modèle ne prétend dire la vérité ; au mieux donne-t-il l'explication la plus cohérente et heuristique de l'état des connaissances disponibles, s'employant à servir de référence pour engager de nouvelles recherches, soit pour consolider, soit pour tester encore ».

## Autres modèles
La West Side Story ou encore la Pan African Story sont des modèles de Michel Brunet sur l'origine évolutive des homininés qui réfutent celui de l'East Side Story.
La découverte d’Ardipithecus ramidus en 1994 et d’Orrorin tugenensis en 2000 suggèrent de plus que la bipédie est née dans des environnements boisés au sein de paysages mosaïques. Cette diversité « rappelle une règle trop souvent oubliée dans l'évolution des lignées : les grandes adaptations ne sont pas apparues en une seule fois et, chez des lignées proches, se font en mosaïque », avec des cas d'homoplasies (convergences, parallélismes).
La théorie de la perte du pelage
Pour Emmanuelle Bessot, auteure du roman "Celui-qui-doute", la bipédie serait bien apparue dans l'ouest africain sous couvert forestier, mais serait le résultat d'une modification anatomique précise : une perte du pelage affectant un clan de primates dans une zone circonscrite.
Selon cette théorie, l'histoire de l'homme aurait commencé en Afrique occidentale, il y a environ huit millions d'années, lorsqu'un ancêtre commun à l'Homme, au Chimpanzé et au Bonobos aurait perdu son pelage.
C'est en effet grâce à la fourrure de sa mère que le nouveau-né s’accroche autour de son ventre ; sans cela, rien ne le retient et une chute en hauteur lui serait fatale. La guenon est donc contrainte de descendre à terre. Mais au sol, le petit ne tient pas davantage et pour le garder contre elle, elle doit le soutenir, ce qui nécessite de mobiliser au moins l'une de ses mains. Or dans cette position, il est plus facile de se déplacer sur deux jambes que sur trois, ce qui l'oblige à se redresser et à marcher.
Le brassage avec les clans velus voisins a pu se faire aussi longtemps que tous conservent le même patrimoine génétique, notamment en raison de l'évitement de l'inceste pratiqué au sein de ces populations. L'ancêtre nu aurait ainsi essaimé dans les groupes avoisinant son territoire tout un patchwork de caractères plus ou moins évolués et une grande nation interféconde aurait prospéré dans un premier temps dans l'ouest africain, dissimulé sous le couvert forestier, puis à l'est, en milieu plus ouvert.
Ces hybridations seraient ainsi à l'origine d'une descendance buissonnante, aux caractères anatomiques d’autant plus composites qu’ils ne sont pas seulement le résultat de leur héritage génétique, mais également celui de leur adaptation à leur environnement et/ou à leur alimentation. Elles se seraient poursuivies jusqu’à ce qu’une mutation génétique sépare finalement les sous-espèces en espèces distinctes (Panina à l'Ouest, Australopithèques à l'Est, et Homo sur tous les fronts).
Cette théorie rejoint l'idée d'évolution buissonnante de Pascal Picq, pour qui l'évolution humaine ne suit pas une ligne droite, mais plutôt une succession de branches qui se croisent, se séparent et se rejoignent.